# Памятник авиатору (Стокгольм)
Памятник Авиатору (швед. Flygarmonumentet) — монумент, сооружённый в честь
шведских авиаторов, пионеров воздухоплавания, которые погибли в экспедициях на Северный полюс в 1898—1917 годах.
Расположен в центре шведской столицы г. Стокгольма на площади Карлаплан.
Автор памятника известный шведский скульптор Карл Миллес . Памятник «Авиатор» был установлен в 1931 году по инициативе Королевского шведского аэроклуба.
Памятник представляет из себя скульптуру большого орла с распростертыми крыльями, собирающегося взлететь. Высота — 1,85 м, ширина размаха крыльев — почти метр. На цоколе, на котором стоит бронзовая статуя, находятся рельефы Икара, воздухоплавателей, первых боевых аэропланов и две информационных таблицы. Внутри памятника находится урна, в которой помещены медали всех погибших шведских пилотов. Основание и пьедестал выполнены из полированного диабаза, информация — на белом мраморе, созданы в 1927—1931 годах.
Открытие памятника состоялось 15 мая 1931 года. Открывал его принц Карл Шведский, герцог Вестергётландский.
Изначально памятник задумывался для того чтобы увековечить память пионеров авиации, таких как Саломон Андре, женщина-пилот Эльза Андерссон, Кнут Френкель, Нильс Стриндберг.
Чтобы люди помнили о них, помнили об их вкладе в развитие военно-воздушных сил. Сегодня каменный орел, воспринимается несколько иначе, скорее как дань памяти всем погибшим в небе. Памятник всегда был в центре скандалов.
После открытия памятника авиатору, некоторые считали, что монумент — дань увлечению Карла Миллеса идеями нацизма. Распростёртые крылья и жесткий внешний вил орла очень напоминал символ Национал-социалистической немецкой рабочей партии. Впрочем, сам автор памятника и не отрицал своего восхищения Адольфом Гитлером. В одном из писем своей жене он даже выражал надежду, что у Гитлера хватит здоровья и сил, чтобы продолжать свою «прекрасную» работу.
В 1940-х годах молодые шведские нацисты использовали памятник в качестве места встреч и собраний. На этом месте они отмечали нацистские праздники. В то же время молодые социалисты, протестуя против нацистов, покрывали памятник граффити, в прошлом, даже часто слышались угрозы поджечь площадь. Шведские ВВС использовали памятник в качестве места проведения церемоний возложения венков.
Автор памятника в одном из интервью отметил: 

«Никогда мы не достигнем универсального понимания истории, с которым согласятся абсолютно все. Никогда не будет достигнута договоренность между историей и памятью, националистами и пережившими Холокост. Поэтому никогда не будет достигнута договоренность и о том, что на самом деле символизируют этот памятник».

Во время строительства станции метро Карлаплан аамятник был демонтирован и вновь поставлен на прежнее место в 1967 году.

## Детали памятника

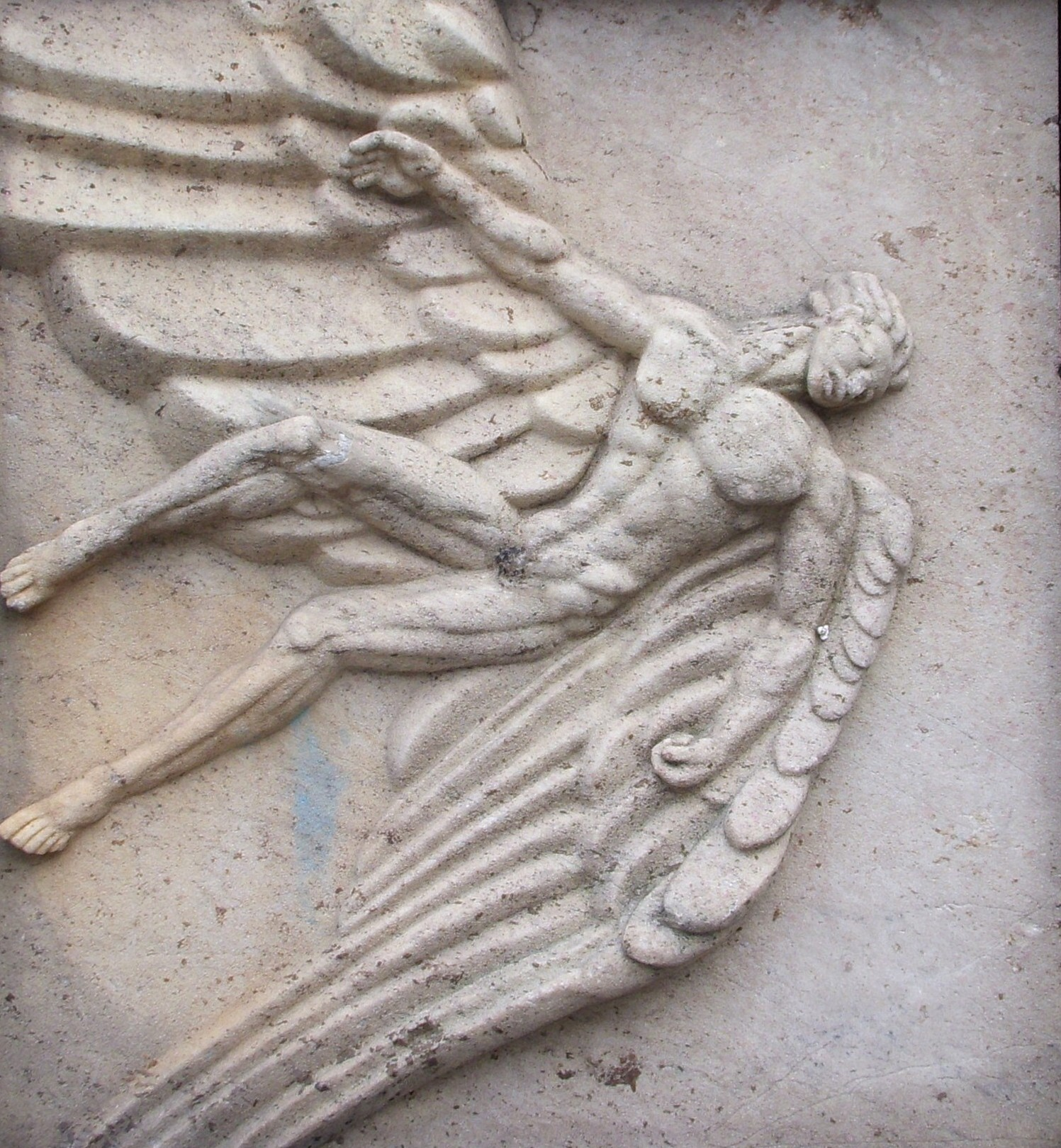
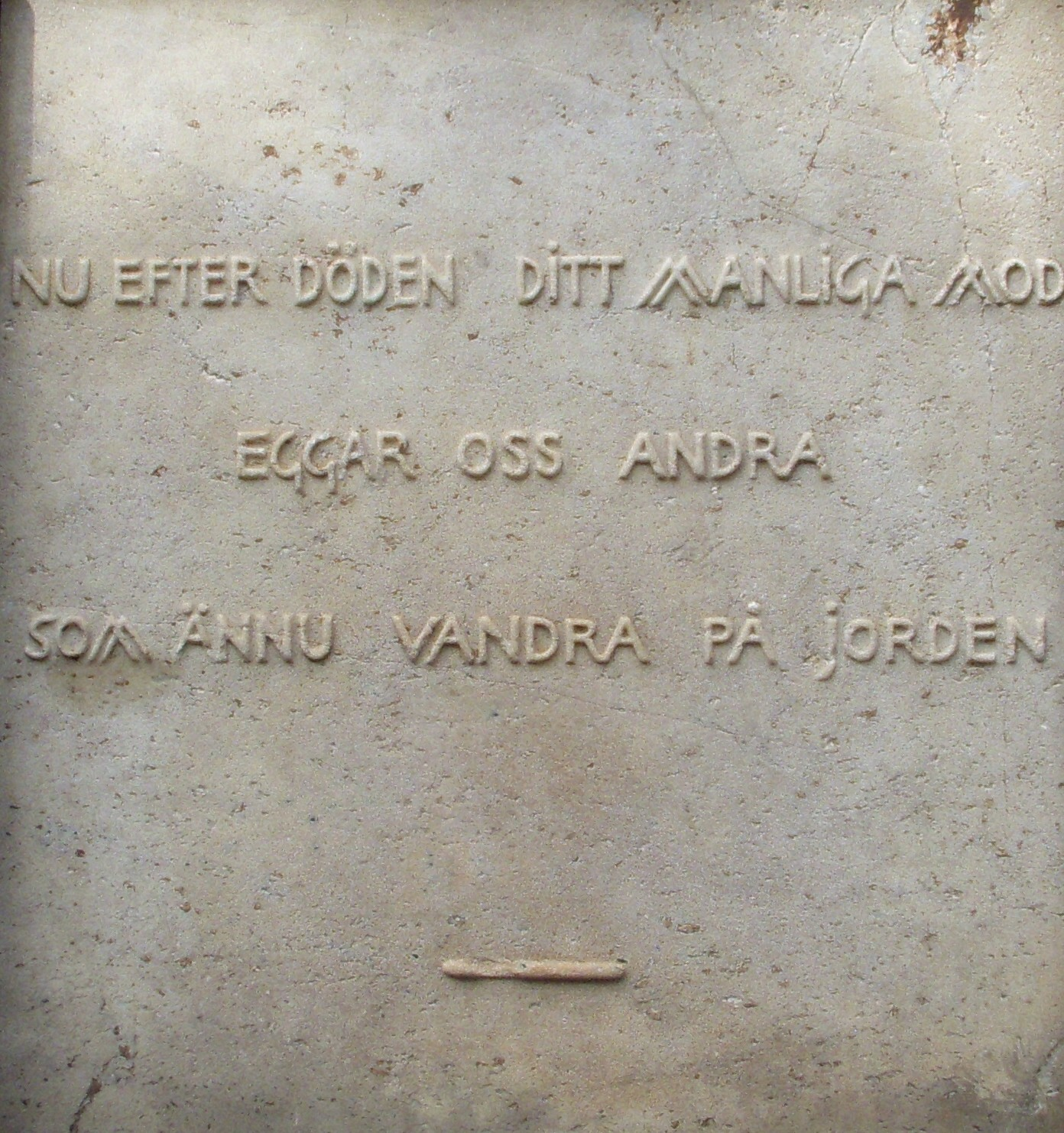
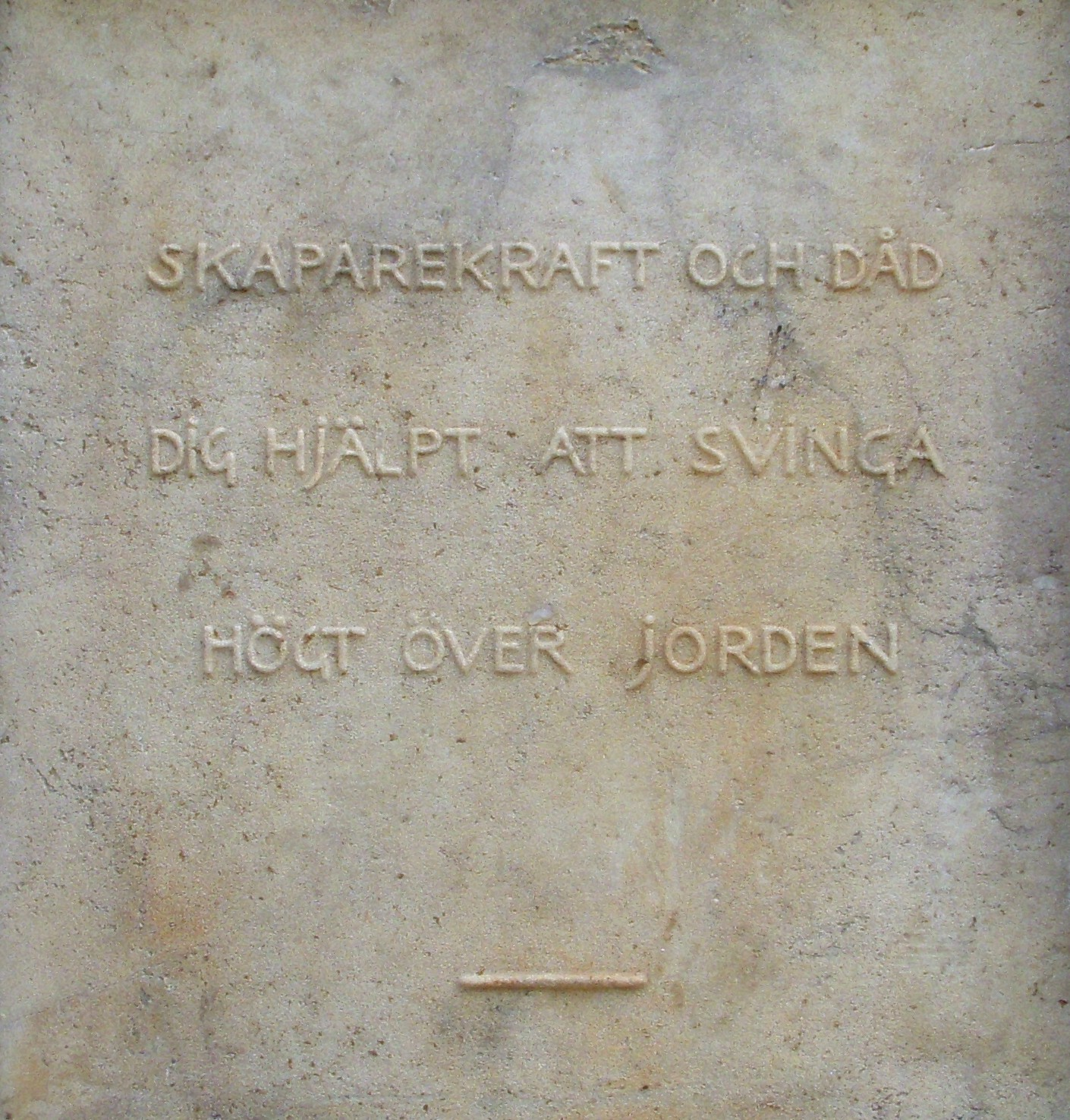
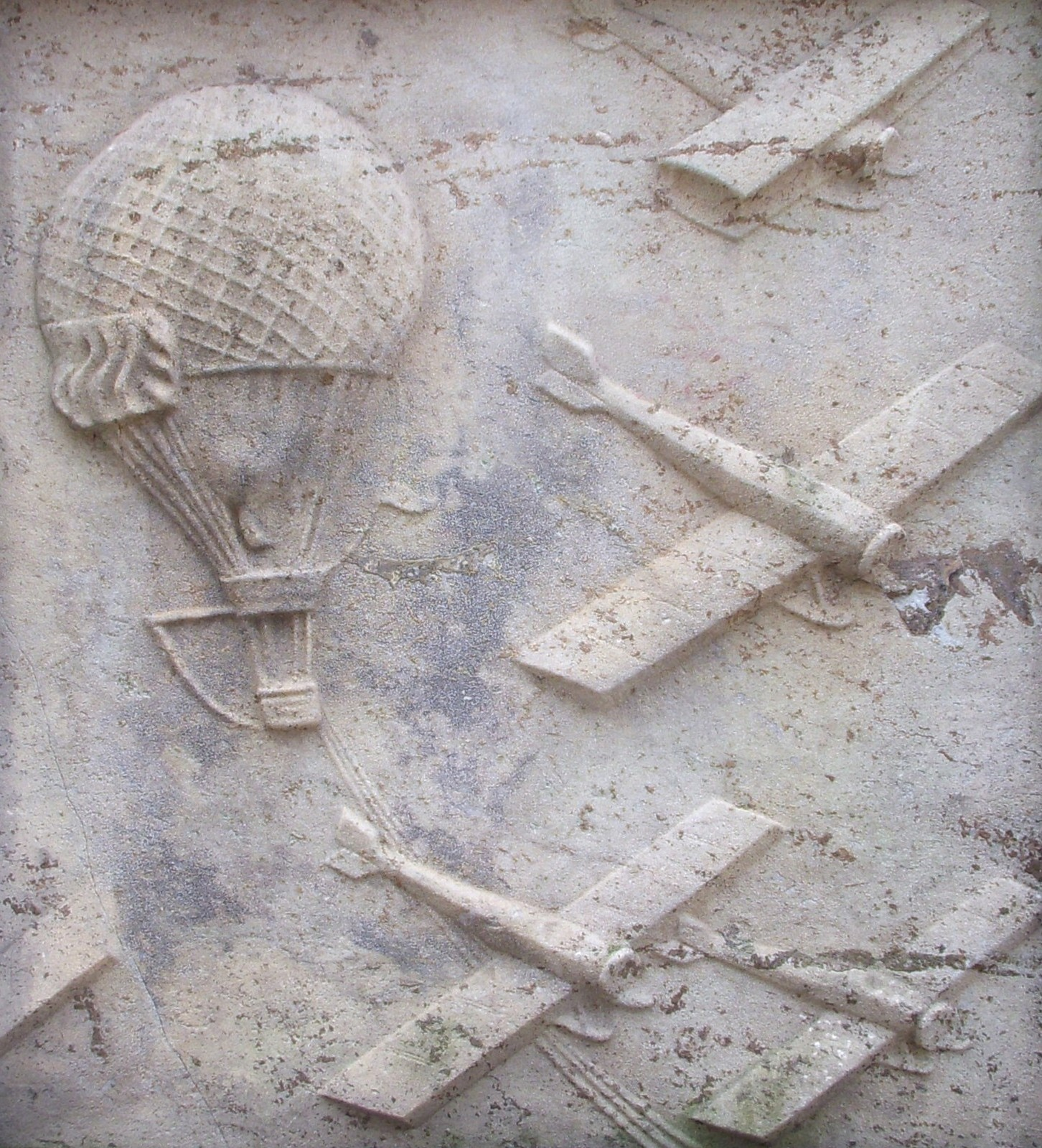